# Calgary Transit

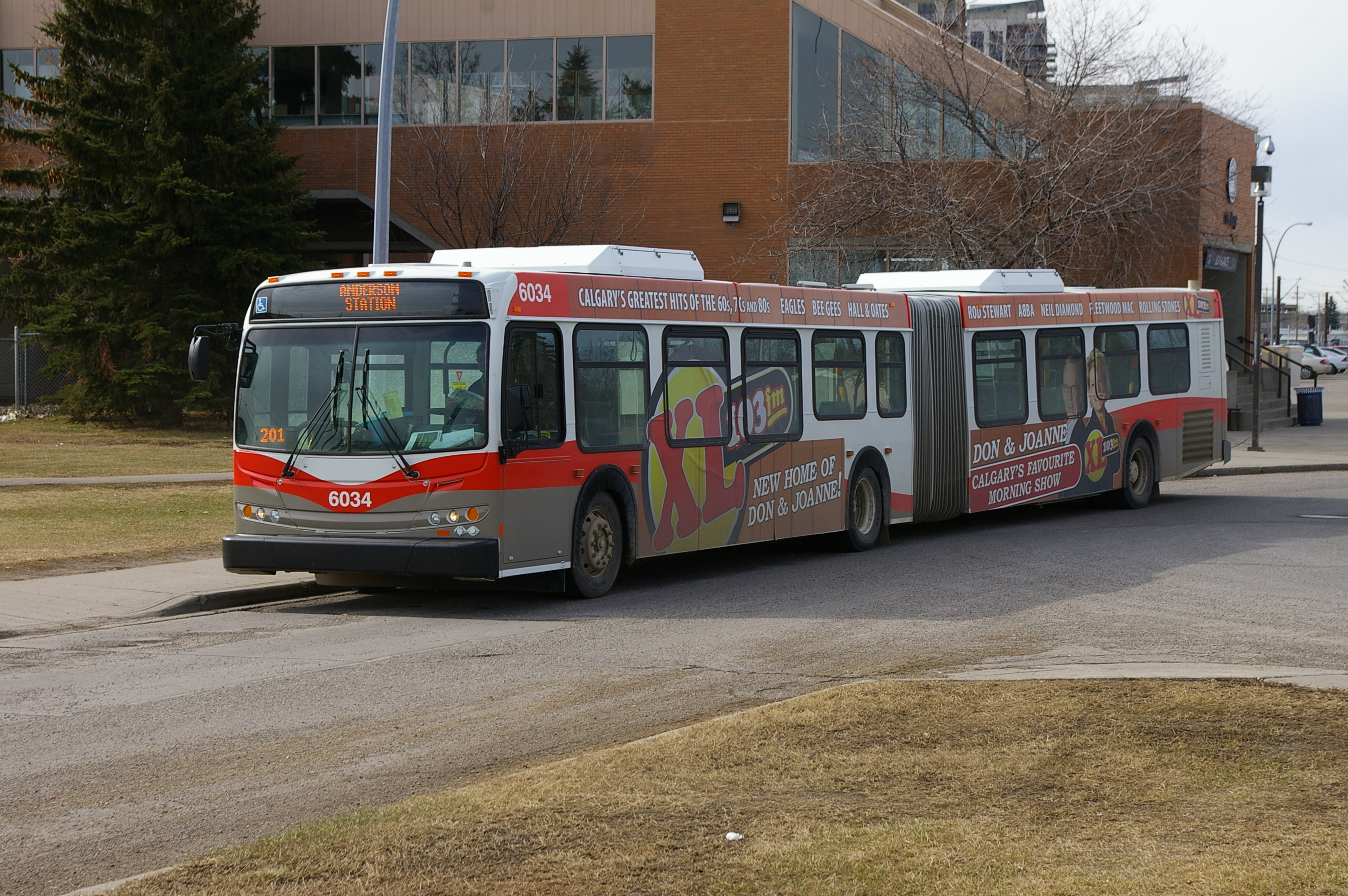
Ein Bus der Calgary Transit

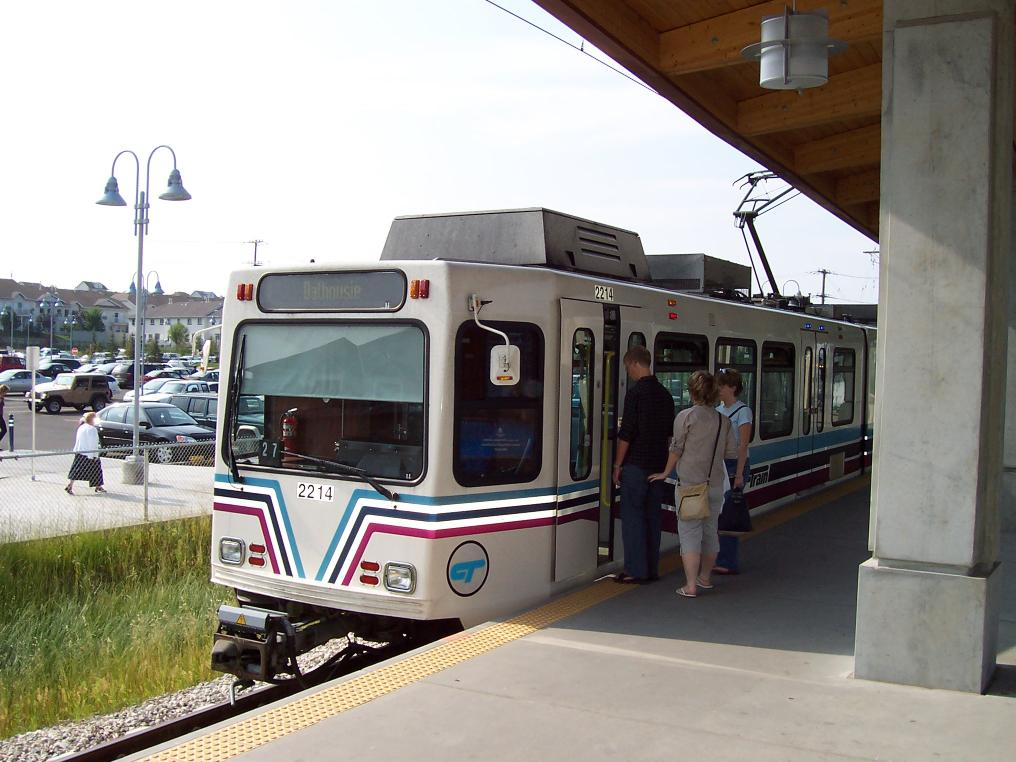
Siemens SD-160 Zug

Calgary Transit ist der öffentliche Nahverkehrsbetreiber von der Millionenmetropole Calgary, Alberta, Kanada. Das Unternehmen befindet sich in städtischem Besitz. Im Jahr 2010 wurden 94,4 Millionen Passagiere befördert. 2019 wurden 106,5 Millionen Fahrten verzeichnet, 2020 infolge der COVID-19-Pandemie nur noch 51,1 Millionen. Neben Busverbindungen betreibt Calgary Transit das Stadtbahnsystem C-Train.

## Geschichte
Das Nahverkehrssystem begann mit der Inbetriebnahme des Calgary Municipal Railway im Jahre 1909. 1909 betrug die Einwohnerzahl von Calgary nur 30.000 und man begann regelmäßige Verbindungen mit 12 elektrisch betriebenen Straßenbahnen anzubieten. Dieses Straßenbahnnetz wurde in den darauffolgenden 30 Jahren mehrmals ausgebaut bis zur großen Depression im Jahre 1946. In diesem Jahr benannte man das Unternehmen in Calgary Transit System, als Dieselangetriebene Busse die lokalen Straßenbahnen und die elektrisch betriebenen Trolleybusse verdrängt haben. 1972 wurde das Unternehmen in Calgary Transit umbenannt. Zwischen 1970 und 2000 wurden die Standardbuslinien mit weißen Haltestellen ausgewiesen. Durch die stark steigende Einwohnerzahl hat Calgary Transit mehrmals seine Kapazitäten ausgebaut.

## Verbindungen

### Schienenverkehr

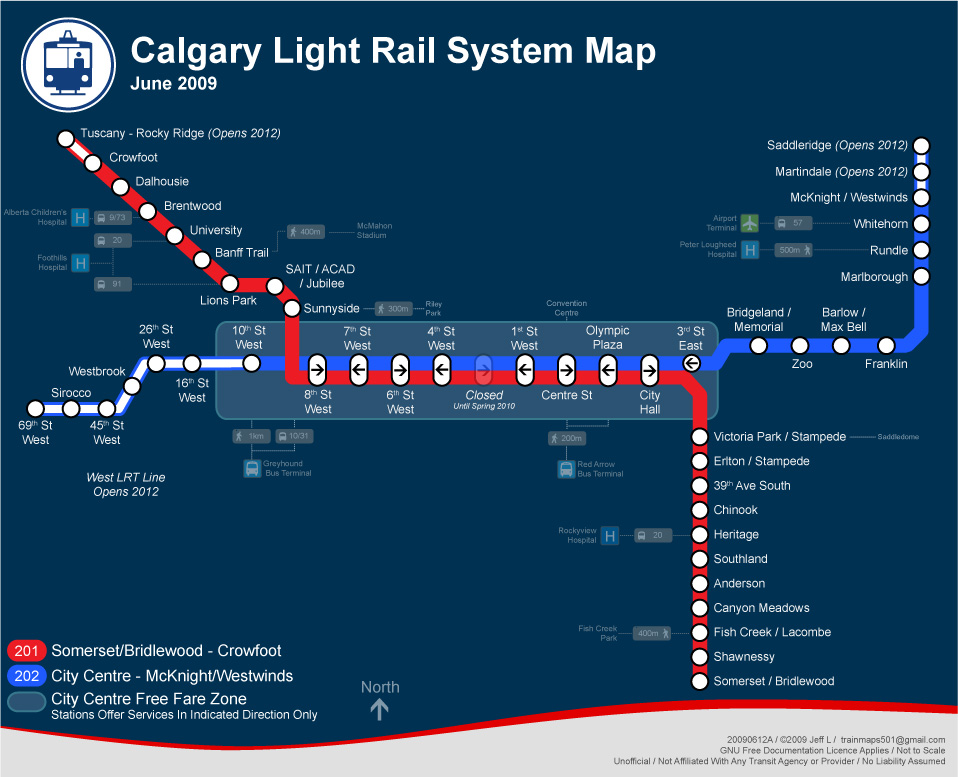
Das Light-Rail-Stadtbahn-Netz

Calgary verfügt seit 1981 über ein Schienennetz für den Personennahverkehr. Der Bau des Schienennetzes betrug vier Jahre und begann 1978. Die Route 201 (intern als A-Strecke benannt) beginnt von der Anderson Station, etwas nördlich der Anderson Road gelegen, am südlichen Stadtende und führt zur 8th Street South West in die Innenstadt von Calgary. Am 27. April 1985 wurde die Route 202 (B-Strecke) eröffnet. Diese führt von der 8th Street South West zur Whitehorn Station, südlich der Kreuzung von McKnight Boulevard und 36th Street im nordöstlichen Quadrant der Stadt. Am 4. September 1987 wurde die Route 201 erweitert, pünktlich zur Eröffnung der Olympischen Winterspiele 1988. Diese führt von der Innenstadt zur University Station, die sich östlich am University of Calgary Campus, zwischen der 24th und 32nd Avenue am Crowchild Trail befindet.

### Busverkehr
Calgary Transit betreibt ein gut ausgebautes Verkehrsnetz. Neben den 160 normalen Busrouten führt das Unternehmen auch mehrere Bus Rapid Transit Linien. Die ersten Linien nahmen ihren Betrieb im Jahre 2004 auf. Diese sind als Ergänzung zu den Schienenfahrzeugen gedacht. Seit 2007 kamen Gelenkbusse in den Einsatz. Das BRT System beherbergt drei Linien. Die Linie 301 bedient die nördlichen und westliche Teile der Stadt. Die Route 305 nahm ihren Betrieb im Jahre 2008 auf und bedient die Strecke Bowness und 17th Avenue East. Die Route 302 nahm den Betrieb am 31. August 2009 auf und führt über eine geplante Schienenroute im südöstlichen Korridor. Die Route 300 bietet eine Direktverbindung von der Innenstadt zum Calgary International Airport an.

## Fuhrpark
Calgary Transit verfügt 861 konventionelle Busse, von denen 714 Niederflurbusse sind. Dazu kommen 115 Shuttle Busse sowie 156 Schienenfahrzeuge. Bei den Bussen handelt es sich um verschiedene Hersteller wie u. a. Motor Coach Industries, Nova Bus und bei den C-Train-Schienenfahrzeugen um Fahrzeuge der Marke Siemens-Duewag U2 und neuere Modelle der Typen SD-160 und S200 von Siemens.

## Betriebshöfe
Es gibt fünf größere Betriebshöfe, die sich in der Stadt verteilen:
- Spring Gardens Administrative Building/Garage: Beherbergt Abstellflächen für Busse, Verwaltung, Ersatzteillager, Werkstätten, Ausbildungszentrum.
- Victoria Park Garage: Abstellflächen für Busse, Ersatzteillager, Call Centre, Bus und Zugl Verkehrsleitstand.
- Anderson Garage: verfügt über Abstellflächen für Busse als auch für Schienenfahrzeuge. Daneben Werkstätten, Ersatzteillager, Ausbildungszentrum für Schienenfahrzeugfahrer, sowie für Mechaniker.
- Haysboro LRV Storage Site: Abstellflächen für Schienenfahrzeuge.
- Oliver Bowen Maintenance Centre: Abstellflächen für Schienenfahrzeuge sowie Werkstatt, Ersatzteillager.